# Pascal Meyers
Pascal Meyers (* 17. März 1969 in Luxemburg (Stadt)) ist ein ehemaliger luxemburgischer Radrennfahrer und nationaler Meister im Radsport.

## Sportliche Laufbahn
Meyers war im Straßenradsport und im Querfeldeinrennen (heutige Bezeichnung Cyclosport) aktiv. Er gewann 1988, 1990 und 1993 die nationale Meisterschaft im Straßenrennen der Amateure. 1991 wurde er Vize-Meister hinter Pascal Triebel. 1995 wurde er Dritter der Meisterschaft. 1989 wurde Meyers Dritter im 1989 Flèche du Sud. 1987 wurde er als 42. bei den UCI-Straßen-Weltmeisterschaften klassiert.
1993 wurde Meyers Luxemburger Meister im Querfeldeinrennen, 1994 und 1996 wurde er Vize-Meister. 1995 kam er auf den 3. Platz. Bei den UCI-Cyclocross-Weltmeisterschaften kam er 1992 auf den 45. und 1993 auf den 52. Platz.